# Morten Ryelund Sørensen
Morten Ryelund Sørensen est un violoniste et chef d'orchestre danois né le 6 juillet 1970. Il est le chef d'orchestre du Tolkien Ensemble.